# 클라미도모나스
클라미도모나스는 클라미도모나스과에 속하는 클라미도모나스속(Chlamydomonas) 녹조류의 총칭이다. 단세포로 크기는 10 ~ 30마이크로미터(㎛)이고, 공 모양 또는 계란 모양·유선형을 하고 있으며, 끝 부분에 편모가 모두 두 개가 있다. 세포막은 엷고 색소입자는 모양의 변화가 많다.
클라미도모나스는 광합성을 하기도 하고 세포 표면을 통해 영양소를 흡수하기도 한다. 주로 민물에서 발견되며 바닷물이나 얼음 또는 눈 속에서도 발견되는 등 분포 범위가 넓다. 일부는 토양이나 오염된 시궁창 등에서 물이 녹색으로 보이게도 한다. 유전 연구의 중요한 재료로 쓰인다.

## 종
- Chlamydomonas reinhardtii[1]
- Chlamydomonas caudata Wille
- Chlamydomonas moewusii
- Chlamydomonas nivalis